# Creu de Bronze (Països Baixos)
La Creu de Bronze (neerlandès: Bronzen Kruis) és una condecoració neerlandesa, instituïda per la Reina Guillemina I l'11 de juny de 1940 (poc després d'iniciar el seu exili de la Segona Guerra Mundial). És atorgada pel valor o els fets meritoris de lideratge davant l'enemic, en servei del Regne dels Països Baixos. Quan els civils o els militars estrangers actuen en un interès especial per la seguretat d'Holanda, també poden rebre-la.
La seva primera concessió va ser l'11 de juny de 1940 i la darrera va ser el 2002 a Cambodja. Se n'han atorgat 3.498, i pot ser concedida a títol pòstum.
Se situa sota el Lleó de Bronze i l'Orde Militar de Guillem i té precedència sobre la Creu al Mèrit. Pot ser atorgada diversos cops. Llavors, el receptor llueix un número aràbic daurat sobre el galó ("2", "3", etc.) 
En un inici, era concedida a qui hagués estat Mencionat als Despatxos (si no hagués rebut la Creu de Bronze abans). Per a indicar aquesta menció, es posava una corona reial daurada sobre el galó de la medalla. Això no obstant, el 1944, després de la creació del Lleó de Bronze, totes les creu de bronze rebudes per Menció als Despatxos van ser substituïdes per la nova distinció.

## Disseny
És una creu patée amb un medalló central. A l'anvers, una "W" coronada en un cercle de fulles de roure a l'esquerra i de llorer a la dreta. Al revers, també apareix el cercle floral, amb la data 1940 al centre de la inscripció "TROUW AAN / KONINGIN / EN / VADERLAND" (Fidel a la Reina i a la Pàtria) als braços de la creu.
El disseny és el mateix que el de la Metalen Kruis 1830-1831, llevat que es va substituir el "1830-1831" per "1940", i el "Rei" pel "Reina" 
Penja d'un galó taronja, amb una franja blau Nassau al mig.